# Oficina del Primer Ministro de Israel
La oficina del Primer Ministro israelí (en hebreo: משרד ראש הממשלה) es la oficina de administración gubernamental con la responsabilidad de coordinar las acciones de todas las oficinas de los ministerios gubernamentales sobre diversos asuntos y servir y ayudar al primer ministro israelí en su trabajo diario. Entre otras cosas, es responsable de formular la política del gabinete israelí, la realización de sus reuniones de gabinete, así como de las relaciones diplomáticas con países de todo el mundo, y de supervisar y vigilar la aplicación de la política del Consejo de Ministros. Además, está a cargo de otros organismos gubernamentales que están directamente bajo las responsabilidades del Primer ministro. A diferencia de muchos otros países, la Oficina del primer ministro de Israel no sirve como su lugar de residencia, además de su oficina de trabajo diario, el primer ministro reside en otro lugar, en la residencia oficial del primer ministro en Beit Aghion.

## Subdivisiones
- Consejo de Seguridad Nacional de Israel - Ofrece asesoramiento en materia de seguridad nacional al primer ministro de Israel, así como ofrece recomendaciones de seguridad para el gabinete, orientación y coordinación entre los diferentes cuerpos de seguridad, supervisa y vigila la aplicación de las decisiones relativas a los diversos cuerpos de seguridad.
- Comisión de la Energía Atómica - Es la responsable de las actividades nucleares de Israel.
- Instituto para la Investigación Biológica de Israel - Está dedicado a la investigación de la biología, la microbiología, y la química, y es conocido por el desarrollo de métodos defensivos preventivos contra las armas biológicas y contra las armas químicas.
- Mossad - El cuerpo de inteligencia israelí.
- Shin Bet - Servicio de seguridad interna de Israel.
- Lapam - (es un acrónimo de la Oficina de Publicaciones del Gobierno de Israel). Es una unidad dentro de la oficina del primer ministro que actúa como una agencia de publicidad para todas las oficinas de los ministerios gubernamentales y para los otros organismos gubernamentales o públicos.[1]
- Consejo Económico Nacional. Ofrece asesoramiento económico al Primer ministro de Israel, y le ayuda con la formulación de la política económica, y es designado para centrarse en la planificación a largo plazo.
- Comité Gubernamental de Denominación - Determina los nombres hebreos de los lugares geográficos israelíes, y sus decisiones son vinculantes para todas las instituciones del Estado.
- Laam. (Es un acrónimo de la oficina gubernamental de prensa de Israel) - Una unidad dentro de la oficina del Primer ministro encargado de entregar el diploma de periodista a los trabajadores de los medios de comunicación israelíes y de ofrecer visados a los periodistas extranjeros para que permanezcan en Israel. Además, es la encargada de coordinar las relaciones entre el gabinete de Israel y la comunidad de periodistas extranjeros que permanecen en Israel sobre las acciones de los medios de comunicación.
- Oficina Central de Estadísticas de Israel - Es un órgano del gobierno israelí, y es el responsable de llevar a cabo la investigación, y de publicar los datos estadísticos sobre todos los aspectos de la vida israelí, incluyendo la población, la sociedad, la economía, la industria, la educación, y las infraestructuras urbanas, todos estos datos sirven a los tomadores de decisiones y al público en general.
- Archivos del Estado de Israel.
- Autoridad Nacional de Servicios Religiosos (Ministerio de Asuntos Religiosos previamente).[2]
- Minhelet Sela. Es una dirección gubernamental responsable de los evacuados del plan de retirada unilateral israelí, especialmente para la búsqueda de lugares alternativos, compensaciones, sustento, y ofrecer apoyo psicológico a los que buscan una vivienda.
- Ministerio de los Asuntos de los Pensionistas de Israel. Es una unidad dentro de la Oficina del primer ministro, encargada de los pensionistas, los ancianos, y los supervivientes del Holocausto. En la actualidad, el propio primer ministro, Benjamín Netanyahu, es el ministro de los Asuntos de los Pensionistas.